# Store Kantou-jordskælv
Det Store Kantou-jordskælv (関東大震災 Kantō daishinsai) ramte Kantou-sletten på den japanske hovedø Honshu kl. 11:58:44 lokal tid (JST) (2:58:44 UTC) lørdag den 1. september 1923. Forskellige vurderinger sætter varigheden af jordskælvet til mellem 4 og 10 minutter. Det var med i alt 142.800 døde det dødeligste jordskælv i Japans historie og det var med en styrke på 7.9 det kraftigste jordskælv, som nogensinde var registreret i regionen. Jordskælvet ved Sendai 2011 har siden hen slået den rekord med en styrke på 9.0.
Epicentret var dybt under Izu Ōshima-øen i Sagamibugten.
Jordskælvet ødelagde Tokyo, havnebyen Yokohama og præfekturerne Chiba, Kanagawa og Shizuoka og medførte ødelæggelser i hele Kantou-regionen.

## Død og ødelæggelse
Eftersom jordskælvet ramte ved middagstid, mens mange mennesker havde gang i tilberedningen af måltider over ildsteder, så udbrød der mange brænde som kostede mange mennesker livet. Nogle brænde udviklede sig til ildstorme som bredte sig gennem byen. Mange mennesker døde mens deres fødder sad fast i smeltet tarmac (et tagmateriale). Det største enkelte tab blev forårsaget af en ildtornado som opslugte åbne arealer omkring Rikugun Honjo Hifukusho (et tidligere militært tøjdepot, hvor mange jordskælvsofre var indkvarteret) i Tokyo midtby, hvor i alt 38.000 mennesker brændte ihjel. Jordskælvet ødelagde vandforsyningen overalt i byen og slukningsarbejdet tog omkring to hele dage indtil 3. september. Da var ca. 140.000 mennesker døde og 447.000 huse var ødelagte af brandene alene.
En kraftig tyfon ramte Tokyo Bugt omkring samtidigt med jordskælvet, vindene fra tyfonen fik brandene til at sprede sig hurtigt.
Mange hjem blev begravet af jordskred i de bjergrige og bakkede kystområder i det vestlige Kanagawa præfektur, jordskredene dræbte desuden omkring 800 mennesker. En kollapset bjergside i landsbyen Nebukawa vest for Odawara, skubbede hele landsbyen, et passagertog med over 100 passager og en jernbanestation i havet.
En tsunami med optil 10 meter høje bølger ramte kysten ved Sagamibugten, Boso-halvøen, Izu-øerne og østkysten af Izu-halvøen i løbet af minutter. Tsunamien dræbte mange, inklusive omkring 100 mennesker langs Yui-ga-hama-stranden i Kamakura og omkring 50 mennesker på Enoshima-dæmningsvejen. Over 570.000 hjem blev ødelagt, hvilket gjorde omkring 1,9 millioner hjemløse. Evakuerede blev transporteret med skib så lagt væk som til Kobe i Kansai-regionen. Der var 57 efterskælv.
Alt i alt med jordskælv, tyfon og brande var der 99.300 registrerede døde, mens yderligere 43.500 var rapporteret savnede.
| - Ødelæggelsen af Nihonbashi og Kanda set fra taget af Dai-ichi Sogo Building i Kyobashi |